# Kukmor
Kukmor (oroszul: Кукмор, tatár nyelven Кукмара) város Oroszországban, Tatárföldön, a Kukmori járás székhelye. 
Népessége: 16 918 fő (a 2010. évi népszámláláskor).

## Elhelyezkedése
Tatárföld északi részén, Kazanytól 120 km-re északkeletre, a Nurminka folyó partján, a Kirovi terület határánál helyezkedik el. Vasútállomás a Kazany–Agriz közötti vasútvonalon. Alig 10 km-re van a Vjatka-parti Vjatszkije Poljani kikötővárostól. 

## Története
Az 1720-as években jött létre, miután a környéken (a mai Jancobino falu mellett) rézércet találtak, és ezen a helyen rézöntő manufaktúra létesült. 1743-ban az üzemet új tulajdonosa, egy kazanyi kereskedő átépítette, és a helyet attól kezdve Taisevszkijnek nevezték. Az üzem 1852-ig állt fenn, akkor leégett. 
1900-ban a településen már gőzgépekkel felszerelt kötélgyártó, nemez- és cipőkészítő üzemek működtek, nikkelezett és réztárgyakat állítottak elő; tehetős kereskedő-, iparos- és gyáros családok alakultak ki. Az ipari termelést, a gyorsan fejlődő vállalkozásokat segítette, hogy 1914-ben megépült a vasútvonal. A 19. század vége felé emelt üzemek, gyárak épületei részben még a 21. század első évtizedeiben is állnak.
1930-ban városi jellegű település rangot kapott és azóta – kisebb megszakítással (1963–1965) – a járás székhelye. 2017-ben városi rangra emelték.

## Népessége
| Év   | Népesség |
| ---- | -------- |
| 1959 | 7.510    |
| 1970 | 11.247   |
| 1979 | 13.173   |
| 1989 | 14.731   |
| 2002 | 16.754   |
| 2010 | 16.918   |